# ضأن رملي
الضأن الرملي هو جنس حيوانات من فصيلة البقريات، لم يبق منه سوى نوع واحد هو الضان البربري .

## اقرأ كذلك
- قائمة مزدوجات الأصابع حسب العدد